# Cynthia Breazeal
Cynthia Lynn Breazeal, née le 15 novembre 1967 à  Albuquerque, est une professeur associée d'Arts des médias et Sciences au Massachusetts Institute of Technology (MIT), où elle dirige le Personal Robots Group du MIT Media Lab.
Elle est surtout connue pour son travail en robotique où elle est reconnue comme pionnière de la « robotique sociale » et de l'interaction homme-robot.